# 만주국 황궁

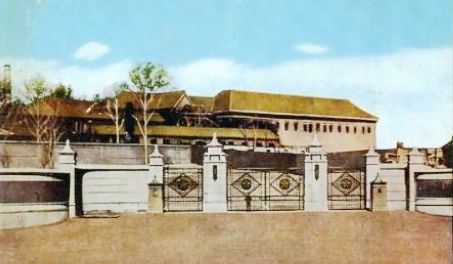
만주국 황궁

만주국 황궁(滿州國皇宮) 또는 위만황궁박물원(僞滿皇宮博物院)은 만주국의 수도 신징(新京, 현재 중화인민공화국 지린성 창춘시)에 건축된 만주국 황제 푸이의 궁전이다. 만주국이 1934년에 제정으로 이행되기 전인 1932년에는 집정부(執政府)로 사용되었다. 제2차 세계 대전 막바지인 1945년 8월에 대일 선전 포고를 하고 만주를 침공한 소련군이 신징을 점령하는 혼란기에 궁전의 대부분이 망실되었다. 그 후 중화인민공화국 정부는 궁전의 일부를 복원하여 지금은 일본 관동군의 만주 점령 정책의 역사를 전시하는 위만황궁박물원(지린 성 중점 문물)으로 공개되고 있다.

## 같이 보기
- 만주국
- 푸이